# Toni Servillo

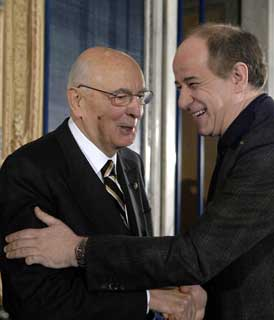
Toni Servillo (rechts) met toenmalig Italiaans president Giorgio Napolitano

Marco Antonio (Toni) Servillo (25 januari 1959, Afragola) is een Italiaanse acteur en theaterregisseur. Hij begon zijn carrière in de jaren 1970 in het theater en stapte in de jaren 1990 over naar de film.
Hij maakte in 2008 naam met hoofdrollen in Gomorra en Il divo. In dat jaar werd hij bij de 21e Europese Filmprijzen tot beste acteur gekozen. In 2013 won hij deze prijs opnieuw voor zijn rol als Jep Gambardella in La grande bellezza van regisseur Paolo Sorrentino. Servillo werkte meermalen samen met deze regisseur.
Op 30 april 2014 werd hem het ereburgerschap van Napels (stad) toegekend tijdens een officiële ceremonie in de Sala dei Baroni van het Castello Nuovo, bijgewoond door burgerlijke en militaire autoriteiten en vertegenwoordigers van de culturele en entertainmentwereld van de stad.
Op 28 februari 2015 ontving hij een eredoctoraat in de "Disciplines van Muziek en Theater" van de Alma Mater Studiorum Universiteit van Bologna (stad).

## Films
- 1992: Morte di un matematico napoletano
- 1993: Rasoi
- 1997: I vesuviani
- 1998: Teatro di guerra
- 2001: Come un eroe del novecento
- 2001: L'uomo in più
- 2001: Luna rossa
- 2004: Le conseguenze dell'amore
- 2004: Notte senza fine
- 2005: Sabato, domenica e lunedì
- 2007: La ragazza del lago
- 2007: Lascia perdere, Johnny!
- 2008: Gomorra
- 2008: Il divo
- 2010: Gorbaciof
- 2010: Noi credevamo
- 2010: Una vita tranquilla
- 2010: Un balcon sur la mer
- 2011: Il gioiellino
- 2012: È stato il figlio
- 2012: Bella addormentata
- 2013: Viva la libertà
- 2013: La grande bellezza
- 2016: Le confessioni
- 2018: Loro
- 2021:  È stata la mano di Dio
- 2024: Iddu